# Jimaguayú
Jimaguayú es un municipio de la provincia cubana de Camagüey. Surge a partir de octubre de 1976, como resultado de la división político administrativa. Es uno de los municipios más pequeños de la provincia, con una extensión de 793,24 km², y su población estimada en 2019 era de 20 103 habitantes, distribuidos en 6 consejos populares que abarcan zonas urbanas y rurales. La densidad de población alcanza 25,34 habitantes por km².

## Ubicación
El municipio Jimaguayú se encuentra ubicado al centro de la Provincia Camagüey. Limita al norte con el municipio Camagüey, al sur con el municipio Najasa, al oeste con el municipio Vertientes, y por el este con el municipio Sibanicú.

## Historia
Históricamente el actual municipio de Jimaguayú, voz de la toponimia aborigen, estuvo conformado por tres barrios rurales del municipio Camagüey: Gonzalo Aróstegui actualmente conocido como Vista Hermosa, Javier de la Vega hoy Contramaestre y Carlos J. Finlay conformado en la actualidad por una parte de Maraguán, los cuales con el pasar del tiempo fueron sufriendo distintos cambios en sus límites territoriales.
El municipio fue escenario de importantes hechos durante la Guerra de los Diez Años o Guerra Grande donde se destacaron figuras del ámbito nacional y de otras regiones del continente.

## La Batalla de Saratoga
El 12 de junio de 1896 Máximo Gómez dirige el Combate de Saratoga propinándole una aplastante derrota a los españoles, dejando un saldo de 60 muertos y 300 heridos en las tropas enemigas. Las fuerzas cubanas obtuvieron una de las relevantes victorias de esta gesta, que permite las siguientes observaciones acerca de la táctica y estrategia de Gómez; el empleo de la caballería y la infantería en situaciones donde sobresalen maniobras complicadas, su conocimiento del campo cubano y su alta capacidad de adaptación a sus características.

## Rescate de Sanguily
Durante las guerras independentistas, ocurrieron hechos que por su significación histórica y moral inspiraron a las fuerzas mambisas a continuar la lucha.
Uno de los principales acontecimientos de la Guerra de 1868 fue el rescate del Brigadier Julio Sanguily, el 8 de octubre de 1871 en la Finca La Esperanza, también conocida como Antonio Torres, ubicada a unos 25 km al Suroeste de Puerto Príncipe (Camagüey), en los alrededores de la hoy llamada Comunidad Rescate de Sanguily en honor a esta hazaña militar.
Encontrándose herido en un rancho, Sanguily fue delatado y hecho prisionero, sin poder defenderse. Los españoles lo llevaban para ejecutarlo. Enterado el Mayor general Ignacio Agramonte, planeó el rescate, con solo 35 hombres de caballería y al frente de ellos, inició la persecución; atacó una guerrilla de un batallón del Regimiento Pizarro de unos 120 efectivos dirigida por el Comandante César Matos. Este relato recoge los aspectos fundamentales de aquella hazaña:
(...) Agramonte con voz enérgica le dijo a sus soldados que era preciso rescatar a Sanguily vivo o muerto aunque perecieran todos en la acción, y acto seguido gritó: ¡Corneta, toque usted a degüello!
(...) Los mambises avanzaron machete en mano hasta chocar contra el enemigo, “trabándose una terrible lucha cuerpo a cuerpo”.
Mientras, Agramonte ordenaba hábilmente el desmonte de cinco rifleros para que abrieran fuego por el lateral derecho, lo cual sembró el desconcierto entre las fuerzas enemigas.
En medio de la confusión causada por el ataque entre sus captores, Sanguily hizo correr el caballo en que lo llevaban en dirección a sus compañeros.
Para advertirles de su presencia agitó el sombrero en la diestra, gritando: ¡Viva Cuba Libre!
Agramonte, lívido por la emoción, estrechó en sus brazos al héroe rescatado. Los valientes soldados de la acción abrazaban llenos de euforia al Mayor y a su querido Brigadier. Los cubanos tuvieron un muerto y un herido en el combate. Los españoles dejaron en el campo 11 cadáveres, sesenta caballos y numeroso armamento. Entre los insurrectos la acción tuvo un efecto moral muy positivo.

## Patriota Insigne
Henry Reeve, llamado El Inglesito, nació en Brooklyn, y por eso Ignacio Agramonte le decía Enrique El Americano. Participó en unos 400 combates y fue herido, a veces de gravedad, en diez de ellos. Tras la batalla de Santa Cruz del Sur (1873) hubo que adaptarle una prótesis metálica en una de sus piernas y construirle un dispositivo especial a fin de que pudiera mantenerse firme sobre su cabalgadura. Combatió a las órdenes de Agramonte, lo acompañó en Jimaguayú y asumió a su muerte el mando transitorio de la caballería camagüeyana. Se puso después a las órdenes de Máximo Gómez.
En la acción de las sabanas de Yaguaramas (4 de agosto de 1876) las heridas recibidas lo derribaron del caballo y ya en el suelo resultó herido nuevamente. Aun así siguió peleando hasta que se le agotaron las fuerzas y las balas. Se suicidó para evitar que lo hicieran prisionero. Tenía 36 años de edad. El 10 de diciembre de 1873 había sido ascendido a General de Brigada.
Henry Reeve llegó a Cuba en 1869, en la expedición del vapor Perrit conducida por otro norteamericano, Thomas Jordan, General de Brigada del ejército de su país. Céspedes le dio aquí el grado de Mayor General y poco después ocupó la jefatura del Ejército Libertador en sustitución del mayor general Manuel de Quesada. Por su actuar en las luchas independentistas en el territorio llevan su nombre instituciones como el Policlínico y el Museo, así como la brigada médica internacionalista preparada para catástrofes y que ha prestado ayuda en numerosos países, bajo la orientación de Fidel Castro.
El Joven Henry Reeve es ejemplo de amor entre los pueblos a pesar de sus diferencias políticas.

## Constitución de Jimaguayú
El 16 de septiembre de 1895 fue aprobada en los campos de la localidad de Jimaguayú, en la provincia de Camagüey, la Carta Magna de la República de Cuba en Armas, la cual dio forma jurídica al movimiento revolucionario generalizado en el centro y el oriente del archipiélago antillano. El documento fue inscrito en septiembre de 2015 en el Registro Nacional del Programa Memoria del Mundo de la UNESCO.

### Características naturales del territorio
Jimaguayú se encuentra enmarcado en las llanuras altas diseccionadas de Camagüey, al norte con el peniplano de Forida – Camagüey – Las Tunas y al sur la Sierra de Najasa, sus alturas más notables son el Cerro de Minas, Santa Rosa y La Caridad, todas entre los 80m y 150m sobre el nivel del mar. Abundan los suelos pardos no carbonados y en menor escala, los carbonados, escasos de composición arcillosa, clasificados como medianamente fértiles, apropiados para la siembra de árboles frutales y pastos de vegetación propia de llanura, con escasa arboledas y predominio de hierbazales y arbustos secundarios. Las características de estos suelos permiten el desarrollo a gran escala de la ganadería, renglón básico de la economía.
El clima no difiere grandemente de la provincia: un período de lluvias de mayo exuberante en el que se registran más del 70% de la precipitaciones del año, que oscilan entre 1200 y 1400mm; un período de seco que va desde noviembre hasta abril, en el que solo se produce un 35mm mensuales y una temperatura media de 25 °C, oscilando entre los 22,4 °C y los 27, 9 °C
La vegetación generalmente está formada por pastos tropicales, con cerca del 25% de densidad boscosa. La Fauna del municipio se caracteriza por tener una gran cantidad de la especie bobina y vacuno.
La red hidrográfica, está formada por varios ríos de poca longitud y caudal entre los que figuran Guayabo, Guareao, Santa Teresa. El municipio cuenta con la Presa La Unión y Los Dolores, las cuales les sirven de fuente de agua potable a la población de la cabecera municipal.

### Desarrollo económico del territorio
El territorio es eminentemente ganadero, cuenta con 4 Empresas Pecuarias, 25 Unidades Básicas de Producción Cooperativa (UBPC), de ellas 21 ganaderas, cuatro de cultivos varios, 8 Cooperativas de Crédito y Servicio (CCS), 2 Cooperativas de Producción Agropecuaria (CPA), 4 Granjas Estatales,1 Empresa Minorista Mixta, 7 Unidades Presupuestadas, 1 Centro de Enfriamiento de leche.

### Desarrollo social del territorio
El territorio posee 2 Clínicas estomatológicas, 1 Casa de abuelos, 1 Hogar Materno, 1 Museo, 2 Bibliotecas, 3 Casas de Cultura.